# Abdalônimo
Abdalônimo, Balônimo ou Aralynomus era um homem pobre, que foi indicado por Alexandre, o Grande, para ser rei.

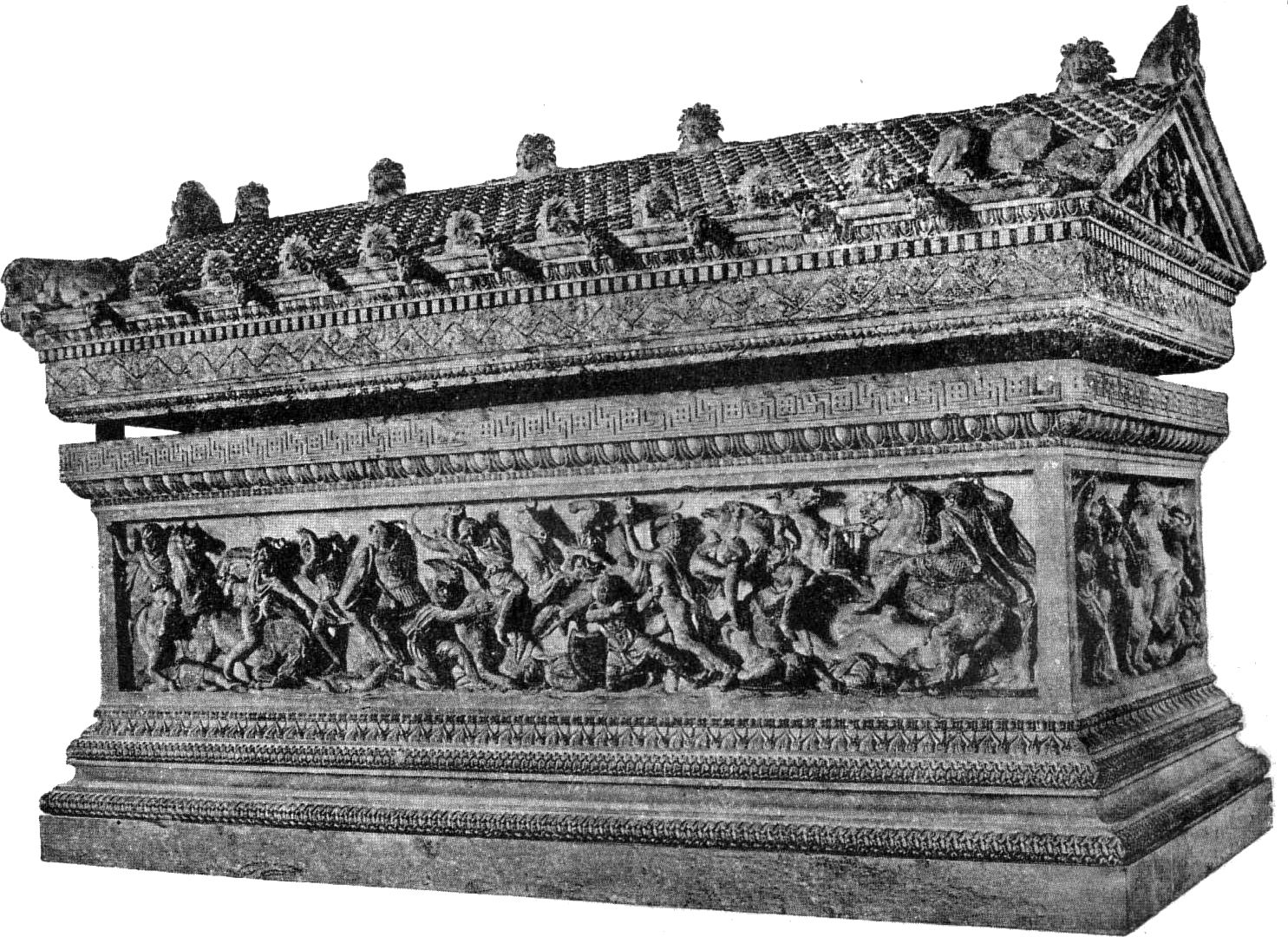
O sarcófago de Alexandre, segundo alguns historiadores modernos, é o sarcófago de Abdalônimo.

Existem várias versões sobre seu nome, como ele se tornou rei, e algumas variantes sobre a cidade sobre a qual ele reinou.
De acordo com Justino, Abdalônimo era um homem pobre, que vivia de coletar água e regar os jardins, e foi escolhido por Alexandre para ser rei de Sidon porque, se ele escolhesse algum nobre, este acharia que tinha sido escolhido pela nobreza, e não se sentiria grato a Alexandre.
Segundo Diodoro Sículo, que o chama de Balônimo e coloca a história em Tiro, após o rei anterior, Straton, ter sido removido por ser amigo de Dario III, Alexandre convidou Hefestião a nomear o próximo rei da cidade. Hefestião, hospedado na casa de um amigo, propôs que ele fosse rei, mas ele recusou, por não ser de família real. Em seguida, Hefestião pediu que o seu anfitrião escolhesse alguém de família real, e este sugeriu o nome de uma pessoa extremamente pobre. O homem foi encontrado vestindo trapos, e regando um jardim como trabalho. Ele foi colocado com a roupa de rei, levado ao mercado, e proclamado rei da cidade; todos o aceitaram com entusiasmo, se maravilhando das vicissitudes da Fortuna, e ele se tornou um amigo de Alexandre.
Plutarco coloca a história se passando em Pafos, em uma época em que os descendentes de Cíniras já estariam extintos; o rei, por ser injusto e perverso, foi derrubado por Alexandre, que descobriu que ainda havia um herdeiro, muito pobre, trabalhando em um jardim. O homem foi levado pelos soldados para Alexandre, foi proclamado rei, recebeu a púrpura real e se tornou um dos guarda-costas de Alexandre. Seu nome era Aralynomus.
A história também é contada por Quinto Cúrcio Rufo: Straton, rei de Sidon, governava sob a proteção de Dario III, mas foi considerado indigno de continuar reinando, e Hefestião recebeu a missão de escolher, entre os sidônios, aquele que deveria reinar. Hefestião ofereceu a coroa a seus companheiros, mas estes recusaram pois, pelas leis locais, o rei deveria ter sangue real. Estes então indicaram Abdalônimo, que tinha sangue real, mas estava reduzido à pobreza, recebendo um salário modesto para cuidar de um jardim.